# Casa Lisio
Casa Lisio è un edificio storico di Milano situato in via Silio Italico al civico 3.

## Storia e descrizione
Il palazzo fu commissionato all'inizio degli anni '30 del XX secolo da Giuseppe Lisio come edificio unico che ospitasse al primo piano il setificio di famiglia e ai piani superiori gli appartamenti padronali. Il palazzo fu costruito ricalcando le forme dei palazzi del rinascimento fiorentino, con pian terreno in bugnato con finestre con inferriate lavorate in cui vengono rappresentate le fasi della lavorazione della seta. I piani superiori, eccetto la parte angolare del palazzo sempre in bugnato, sono intonacati con finestre ad arco con cornice ottenuta da bugne. La decorazione a tema della lavorazione della seta prosegue all'interno, dove nell'ingresso principale si trova un affresco che rappresenta il Commercio della seta e pavimenti a mosaico.